# 森うたう
森 うたう（もり うたう、1956年2月14日 - ）は、日本の女優、声優。東京都出身。
水の輪主宰、伽羅主宰（岡部政明・をはり万造と共同主宰）、うたう麦主宰（麦人と共同主宰。2014年解散）。血液型はA型。

## 概要
東京芸術座付属演劇研究所、劇団前進座付属養成所で学んだ後、1980年に演劇集団簣の会を創立。1981年からはフリーとして活動。2000年からぷろだくしょんバオバブに所属し、声優としての活動を開始。2004年に水の輪を設立し、2009年にパフォーマンス教室水の輪教室を設立。
2005年にバオバブを退所し、2008年から2010年8月31日まではメディアフォースに所属、フリー期間を経て2010年11月から2014年までベストポジションに所属。ベストポジション退所後は舞台を活動の中心としている。

## 出演作品

### 舞台
- みんな我が子（1995年、 劇団阿修羅） - アン[4]

### テレビアニメ
- OVERMANキングゲイナー
- おくびょうなカーレッジくん
- 成恵の世界（女将）
- ワイルド・ソーンベリーズ

2013年
- 勇者になれなかった俺はしぶしぶ就職を決意しました。（老婦人）

### 吹き替え
- あなたにムチュー（リタ）
- アフターショック/ニューヨーク大地震
- エイリアン4※テレビ版
- クリムゾン・リバー
- ザ・プラクティス　ボストン弁護士ファイル（メアリー）
- CSI:科学捜査班（シャノン）
  - CSI:9 科学捜査班
- CSI:マイアミ8
- ぼくの国、パパの国
- マルコム in the Middle
- ミディアム6 霊能者アリソン・デュボア
- レスリー・ニールセン 裸のサンタクロース（シスター・グレダ）